# Untergriesbach
Untergriesbach je městys v německé spolkové zemi Bavorsko v zemském okrese Pasov ve vládním obvodu Dolní Bavorsko.
Žije zde přibližně 6 100 obyvatel.